# Cedofeita (España)
Cedofeita (llamada oficialmente Santa María Madanela de Cedofeita) es una parroquia española del municipio de Ribadeo, en la provincia de Lugo, Galicia.

## Otras denominaciones
La parroquia también es conocida por el nombre de Santa María Magdalena de Cedofeita.

## Organización territorial
La parroquia está formada por catorce entidades de población, constando once de ellas en el nomenclátor del Instituto Nacional de Estadística español:

### Entidades de población
Entidades de población que forman parte de la parroquia:
- Barreiros
- Currada (A Currada)
- Granda (A Granda)
- Iglesia (A Igrexa)
- O Burgo
- Pedregal (O Pedregal)
- Piñeiro
- Queixoiro
- Requiande
- San Antonio (Santo Antonio)
- Teixido
- Torre (A Torre)
- Trapa (A Trapa)

### Despoblado
Despoblado que forma parte de la parroquia:
- Ponte (A Ponte)

## Demografía
| Gráfica de evolución demográfica de Cedofeita entre 2000 y 2020 |
|                                                                 |
| Datos según el nomenclátor publicado por el INE.                |